# John Craven (Schauspieler)

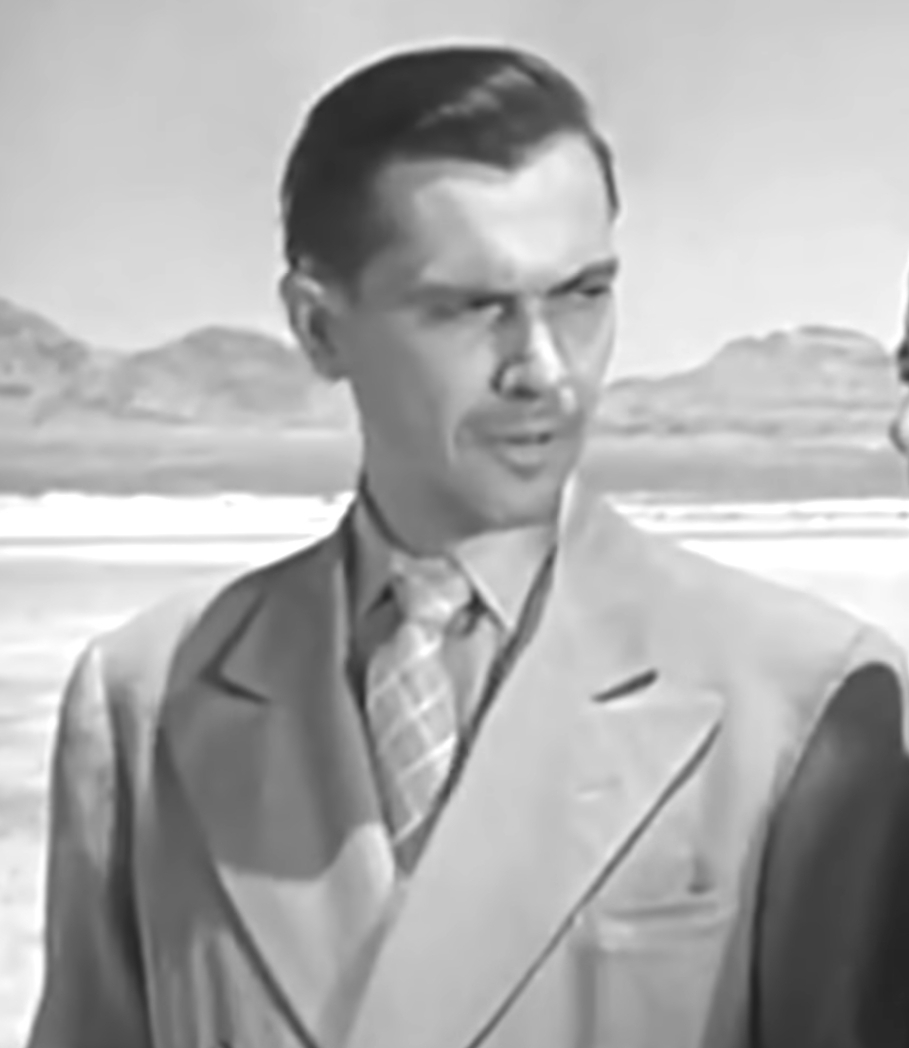
John Craven, 1946

John Craven (* 22. Juni 1916 in New York City, New York; † 24. November 1995 in Salt Point, New York City, New York) war ein US-amerikanischer Filmschauspieler und Bühnenschauspieler.

## Leben
John Craven wurde in New York City als Sohn des bekannten Schauspielers und Autors Frank Craven geboren. Auch seine Mutter Mary Blythe und sein Großvater John T. Craven waren als Schauspieler tätig. Er besuchte die Beverly Hills High School in Los Angeles, an der 1935 seinen Highschool-Abschluss machte.
1937 hatte Craven in der Filmkomödie Over the Goal erstmals eine Filmrolle inne. Im folgenden Jahr spielte er am Broadway in dem Bühnenerfolg Unsere kleine Stadt (Our Town) von Thornton Wilder als junger Liebhaber George Gibbs eine der Hauptrollen. Das Stück wurde mit dem Pulitzer-Preis ausgezeichnet und zum Bühnenklassiker. In der Folge war Craven bis Ende der 1940er-Jahre noch in weiteren Broadway-Produktionen zu sehen.
Vor allem in den 1940er- und 1950er-Jahren spielte er Nebenrollen in einigen bekannten Kinofilmen wie Und das Leben geht weiter (1943), Die Nacht vor dem Galgen (1953), Lockende Versuchung (1956) und Frankie und seine Spießgesellen (1960). Der große Durchbruch in Hollywood blieb jedoch aus, so wurde bei der Verfilmung von Our Town statt seiner William Holden besetzt. Im Fernsehen hatte John Craven mehr Erfolg und spielte unter anderem eine der Hauptrollen in The Egg and I, einer der ersten Live-Fernsehserien. Er trat bis in die späten 1960er-Jahre in diversen populären Serien als Gastdarsteller auf.
Craven war während des Zweiten Weltkriegs in Neapel stationiert und gab Shows für die USO. Er starb 1995 im Alter von 79 Jahren nach kurzer Krankheit und hinterließ seine Ehefrau sowie drei erwachsene Kinder.

## Filmografie (Auswahl)
- 1937: Over the Goal
- 1943: Und das Leben geht weiter (The Human Comedy)
- 1943: Dr. Gillespie’s Criminal Case
- 1943: Someone to Remember
- 1944: The Purple Heart
- 1944: Meet the People
- 1944: In the Meantime, Darling
- 1946: Flight to Nowhere
- 1946: Swell Guy
- 1949/1950: The Philco Television Playhouse (Fernsehserie, 2 Folgen)
- 1952: The Egg and I (Fernsehserie, 3 Folgen)
- 1953: Die Nacht vor dem Galgen (Count the Hours)
- 1954: Security Risk
- 1955: The Way of the World (Fernsehserie, 5 Folgen)
- 1956: Wenn man Millionär wär’ (The Millionaire, Fernsehserie, Folge 2x16)
- 1956: Battle Stations
- 1956: Ihr Star: Loretta Young (Letter to Loretta, Fernsehserie, Folge 3x26)
- 1956: Wyatt Earp greift ein (The Life and Legend of Wyatt Earp, Fernsehserie, Folge 1x28)
- 1956: Navy Wife
- 1956: Streifenwagen 2150 (Highway Patrol, Fernsehserie, Folge 1x34)
- 1956: Teufelskommando – Marinekorps „Pantherkatze“ schlägt zu (Hold Back the Night)
- 1956: Lockende Versuchung (Friendly Persuasion)
- 1957: Sergeant Preston (Sergeant Preston of the Yukon, Fernsehserie, Folge 2x18)
- 1958: Mit dem Messer im Rücken (Revolt in the Big House)
- 1959: Tausend Meilen Staub (Rawhide, Fernsehserie, Folge 1x18 Willkommen in Paradise Valley)
- 1959: Richard Diamond, Private Detective (Fernsehserie, Folge 3x26)
- 1960: Sugarfoot (Fernsehserie, Folge 3x10)
- 1960: Frankie und seine Spießgesellen (Ocean’s 11)
- 1960: Machen wir’s in Liebe (Let’s Make Love)
- 1960: Robin Scott in... (The Case of the Dangerous Robin, Fernsehserie, Folge 1x03)
- 1960: Josh (Wanted: Dead or Alive, Fernsehserie, Folge 3x09)
- 1960: Peter Gunn (Fernsehserie, Folge 3x12)
- 1960–1961: Alfred Hitchcock präsentiert (Alfred Hitchcock Presents, Fernsehserie, 3 Folgen)
- 1963: Twilight Zone (The Twilight Zone, Fernsehserie, Folge 5x07 Der Alte in der Höhle)
- 1964: Das große Abenteuer (The Great Adventure, Fernsehserie, Folge 1x16)
- 1964: Mein Zimmer wird zum Harem (The Brass Bottle)
- 1965: Big Valley (The Big Valley, Fernsehserie, Folge 1x09)
- 1967: Der Strafverteidiger (Judd, for the Defense, Fernsehserie, Folge 1x01)
- 1970: The Wild Scene